# بيرني دان
بيرني دان (بالإنجليزية: Bernie Dunn)‏ هو فلاح أسترالي، ولد في 19 أغسطس 1944، وتوفي في 15 يونيو 2018.